# Windir
Windir (на согндальском диалекте норвежского языка — «Воин») — норвежская блэк-метал-группа из Согндала. Группа была сформирована в 1994 году вокалистом и мульти-инструменталистом Терье «Вальфар» Баккеном, который объединил блэк-метал со скандинавской народной музыкой, фольклором и мифологией. Многие тексты группы написаны на западно-норвежском диалекте согнемол.
Неофициальный жанр «Sognametal», созданный Windir, вдохновил многие группы из небольшого региона Согн-ог-Фьюране, например: Vreid, Cor Scorpii, Mistur, Sigtyr и Feigd.

## История
Терье родился и вырос на одной из ферм в долине Согндаль. Сознательно слушать группы типа Metallica, Judas Priest и Kiss Терье стал лет в десять-одиннадцать. В двенадцать он уже сам впервые взял в руки инструмент — аккордеон. Через год он начал играть на гитаре. Потом каждый год Терье осваивал по новому инструменту. Поиграв несколько лет в различных группах, он начал сочинять сам.
За два года Терье записывает демо — ‘Sognariket’ (1995) и ‘Det Gamle Riket’ (1996) — и получает контракт с лейблом Head Not Found. И в 1997 году на свет выходит первый альбом Windir — Soknardalr, который содержал тогда ещё довольно оригинальную идею симбиоза фолк-метала и блэк-метала.
Через два года Терье выпускает второй полноформатный альбом — Arntor (1999), который был записан в культовой студии Grieghallen. За продюсирование отвечал легендарный Ейрик «Питтен» Хундвин, занимавшийся работой над альбомами таких команд, как Mayhem, Emperor, Immortal, Burzum и т. д. В результате копий второго диска продалось сразу свыше 4000 экземпляров — в два раза больше первого! Оба альбома вызвали небывалый резонанс в специализированной прессе. Сам Терье давал такие определения: «Вначале, когда я был молод, я назвал это „Sogna-Metal“. Теперь… мне пришлось бы сказать — эпический викинг/блэк».
Windir был проектом одного человека потому, что никто не разделял всерьез идей Терье. Но в 2001 году к проекту присоединяются ещё 5 человек и в таком составе они записывают третий диск 1184, который не только удовлетворил старых поклонников, но и привлёк новых. Здесь была и понятная всем английская лирика, и концертная поддержка релиза — в полном составе это стало вполне реальным.
Правда, они так и не стали самой концертной группой в мире. Их шоу собирали от 150 до 600 человек — если не шла речь о фестивалях. Настоящий прорыв в концертной деятельности настал в 2003 году. Самым значительным выступлением за пределами Норвегии стало шоу на американском Milwaukee Metalfest. Многие фанаты ехали их разных уголков США и даже из-за границы, чтобы увидеть Windir живьём.
В том же году группа записывает последний альбом при жизни Вальфара — Likferd.

## Смерть Вальфара и распад группы
В среду, 14 января 2004 года Терье Баккен отправился пешком в загородный дом его семьи в Фагерегги. Из-за холодной погоды и заносов путь оказался слишком трудным. Он повернул назад, но силы постепенно покидали его. В тот день он не вернулся и его семья, забеспокоившись, обратилась в полицию. Начались поиски. 17 января было найдено его тело — у дороги на Реппастолен. Несколько дней потребовалось для точного установления причины смерти — переохлаждение. Терье, который не придерживался каких-либо религиозных взглядов, был похоронен в местной церкви 27 января. Таково было решение его семьи.
Осенью этого же года вышел последний релиз группы — трибьют Вальфару — Valfar, ein Windir, все деньги с продаж которого пошли семье Терье.
После этого группа окончательно распалась, а бывшими участниками проекта были созданы группы Vreid и Cor Scorpii.

## Состав

### Последний состав
- Вальфар (Valfar) (Терье Баккен, Terje Bakken) — вокал, аккордеон, дополнительные инструменты
- Хвалль (Hvàll) (Ярле Кволе, Jarle Kvåle) — бас-гитара
- Стейнгрим (Steingrim) (Йорн Хулен, Jørn Holen) — ударные
- Стуре Дингсёйр (Sture Dingsøyr) — ритм-гитара
- Стром (Strom) (Стиан Баккетейг, Stian Bakketeig) — лид-гитара
- Риг (Righ) (Гауте Рефснес, Gaute Refsnes) — клавишные

### Бывшие участники
- Сорг (Sorg) — гитара
- Космократор (Cosmocrator) — чистый вокал (на альбомах 1184 и Likferd)
- Вегард (Vegard) — вокал

## Дискография

### Демозаписи
В демоверсии участвуют Вальфар на вокале, Сорг на гитаре и Стейнгрим на барабанах.
- Sogneriket (демо, 1995)
- Det Gamle Riket (демо, 1995)

### Альбомы
- Sóknardalr (1997)
- Arntor (1999)
- 1184 (2001)
- Likferd (2003)

### Компиляции
- Valfar, ein Windir (2004)

### Видео
- Sognametal (DVD, 2005)